# Sutra de la guirnalda

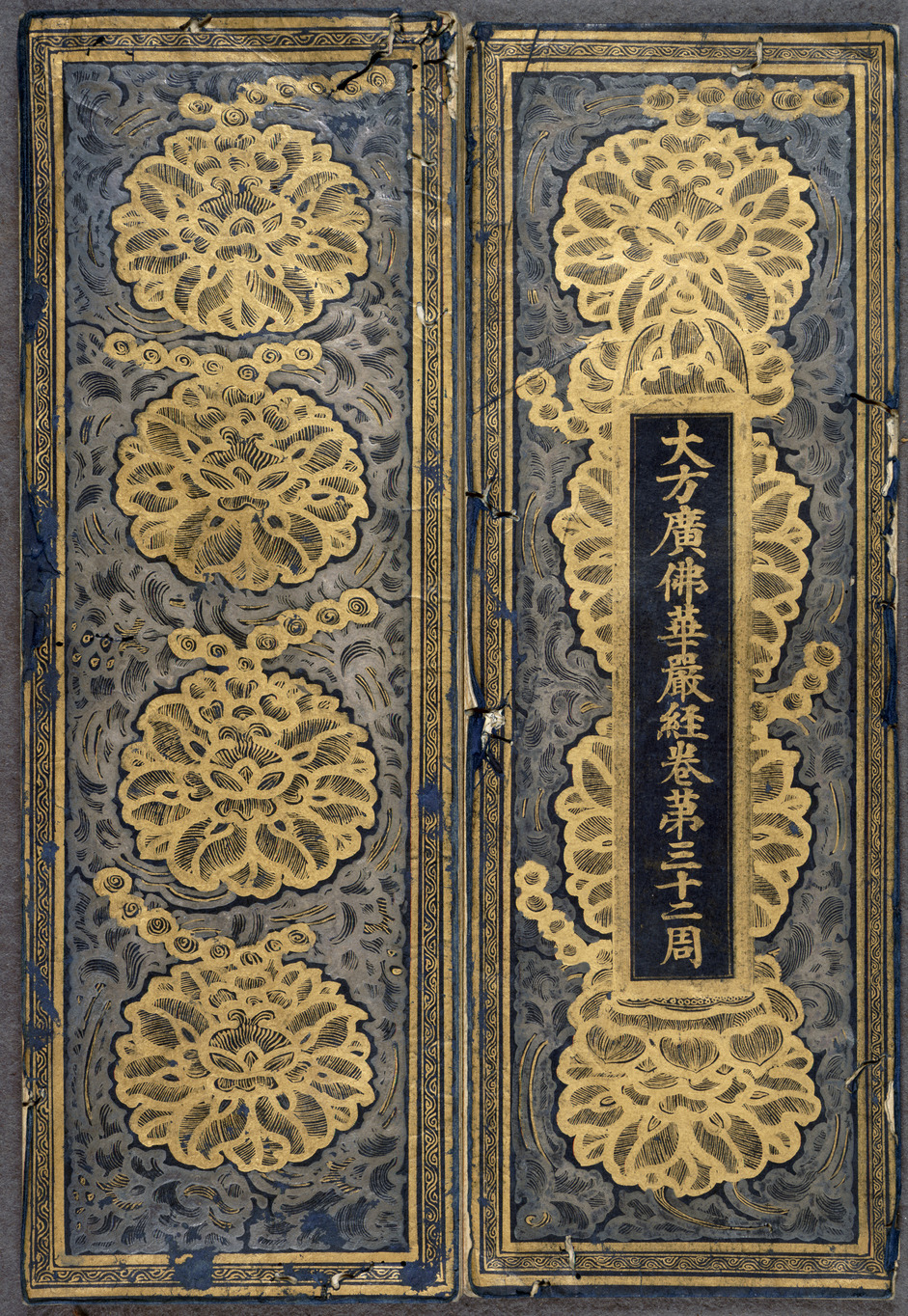
Portadas de un capítulo del Huayan sutra coreano con pigmento dorado, c. 1400.

El Sutra Avataṃsaka (Sct. Buddhāvataṃsaka-nāma-mahāvaipulya-sūtra, El Sutra Mahāvaipulya llamado "Buddhāvataṃsaka") es uno de los sutras Mahāyāna más influyentes en el budismo de Asia Oriental. En sánscrito clásico, avataṃsaka significa guirnalda, corona o cualquier adorno circular. Por lo tanto, el título puede traducirse como Una Guirnalda de Budas, Adornos de Budas o Guirnalda de Budas. En sánscrito budista, el término avataṃsaka significa "una multitud" o "una colección". Esto se corresponde con el título tibetano del sutra, que es Una Multitud de Budas (sangs rgyas phal po che).
Los eruditos modernos consideran que el Buddhāvataṃsaka es una recopilación de numerosos sutras más pequeños, muchos de los cuales circularon originalmente de manera independiente y luego se reunieron en el Buddhāvataṃsaka más grande y maduro. Muchos de estos sutras independientes del Buddhāvataṃsaka sobreviven en traducción china.
El texto ha sido descrito por el traductor Thomas Cleary como "el más grandioso, el más completo y el más bellamente dispuesto de los textos budistas". El Buddhāvataṃsaka describe un cosmos de mundos infinitos llenos de un número incontable de Budas. Este sutra tuvo una influencia especialmente grande en el budismo de Asia Oriental. La visión expresada en esta obra fue la base para la creación de la escuela Huayan del budismo chino, que se caracterizaba por una filosofía de interpenetración. La escuela Huayan es conocida como Hwaeom en Corea, Kegon en Japón y Hoa Nghiêm en Vietnam. El sutra también tuvo influencia en el budismo Chan (Zen).

## Título
El título completo en sánscrito es Buddhāvataṃsaka-nāma-mahāvaipulya-sūtra: El Sūtra Mahāvaipulya llamado "Buddhāvataṃsaka". "Vaipulya" ("extenso") se refiere a los sutras clave del Mahayana. "Guirnalda/corona/adorno" se refiere a una manifestación de la belleza de las virtudes del Buda o su gloriosa inspiración. El término "avataṃsaka" también significa "un gran número", "una multitud" o "una colección". Esto concuerda con el contenido del sutra, en el que se representan numerosos Budas como manifestaciones del Buda cósmico Vairocana. La interpretación de "multitud" también coincide con la traducción tibetana del título: Do phalpoché (Wylie: mdo phal po che, མདོ་ཕལ་པོ་ཆེ།).
Según un manuscrito de Dunhuang, este texto también se conocía como el Bodhisattva-piṭaka Buddhāvataṃsaka Sūtra.
El título en chino es Dàfāngguǎng Fóhuāyán Jīng (大方廣佛華嚴經), comúnmente conocido como el Huāyán Jīng (華嚴經), que significa Sūtra Espléndido y Solemne Adornado con Flores. "Vaipulya" aquí se traduce como "correctivo y expansivo", "fāngguǎng" (方廣). "Huā" (華) significa al mismo tiempo "flor" y "magnificencia". "Yán" (嚴), abreviatura de "zhuàngyán" (莊嚴), significa "decorar (para que sea solemne y digno)".

## Historia

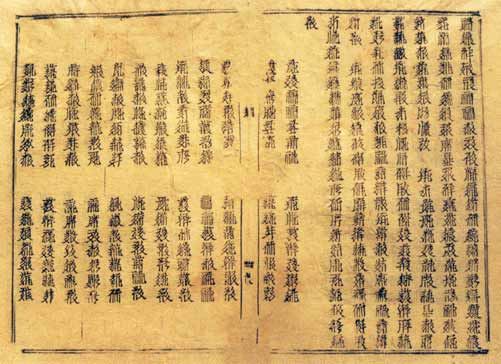
Una página de la traducción china del Sutra Avatamsaka.

El Buddhāvataṃsaka sūtra fue escrito en etapas, comenzando en el primer siglo CE. Robert Gimello afirma que es un texto compuesto por una serie de escrituras originalmente independientes de diversas procedencias, todas las cuales se combinaron, probablemente en Asia Central, a finales del tercer o cuarto siglo d. C. Mientras tanto, académicos japoneses como Akira Hirakawa y Otake Susumu argumentan que el original en sánscrito se compiló en India a partir de sutras que ya estaban en circulación y que también llevaban el nombre "Buddhavatamsaka".
El Sutra de las Diez Etapas (Daśabhūmika) y el Sutra del Conjunto de Flores (Gaṇḍavyūha) han sobrevivido en sánscrito. Hay otras dos partes del Avatamsaka que han sobrevivido en sánscrito, el Bhadracaryāpraṇidhāna (La Oración de Aspiración por la Buena Conducta) y el Anantabuddhakṣetraguṇodbhāvana-nāma-mahāyāna-sūtra (Cultivando las Cualidades de los Campos de Buda Infinitos). Aparte de estos cuatro textos y algunos fragmentos, el resto del sutra solo sobrevive en traducciones chinas y tibetanas.
Dos traducciones completas chinas del Buddhāvataṃsaka sūtra fueron realizadas. La traducción fragmentaria probablemente comenzó en el siglo II d. C., y el famoso Sutra de las Diez Etapas, a menudo tratado como un texto individual, fue traducido por primera vez en el siglo III. La primera versión china completa fue traducida por Buddhabhadra alrededor del año 420 en 60 rollos con 34 capítulos, y la segunda por Śikṣānanda alrededor del año 699 en 80 rollos con 40 capítulos. También existe una traducción de la sección Gaṇḍavyūha hecha por el indio Prajñā alrededor del año 798. La segunda traducción incluye más sutras que la primera, y la traducción tibetana, que es aún más tardía, presenta muchas diferencias con la versión de 80 rollos. Los académicos concluyen que se estaban agregando sutras a la colección. La única versión tibetana existente fue traducida del sánscrito original por Jinamitra y otros al final del siglo IX.
Según Paramārtha, un monje del siglo VI de Ujjain en el centro de la India, el Buddhāvataṃsaka sūtra también se llama el "Bodhisattva Piṭaka". En su traducción del Mahāyānasaṃgrahabhāṣya, hay una referencia al Bodhisattva Piṭaka, que Paramārtha señala que es lo mismo que el Avataṃsaka Sūtra en 100,000 líneas. La identificación del Buddhāvataṃsaka sūtra como un "Bodhisattva Piṭaka" también se registró en el colofón de un manuscrito chino en las Cuevas de Mogao: "La explicación de las Diez Etapas, titulada Creador de la Sabiduría de un Ser Omnisciente por Grados, un capítulo del sūtra Mahāyāna Bodhisattvapiṭaka Buddhāvataṃsaka, ha concluido".

## Temas principales

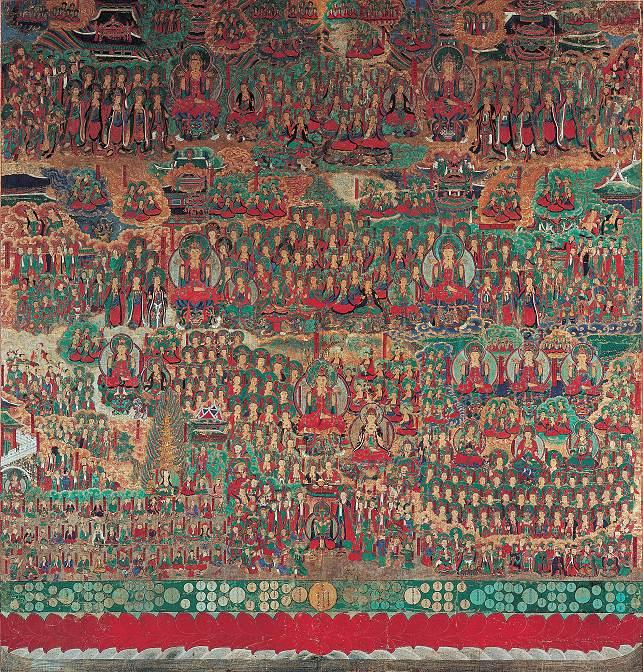
Ilustración del Sutra Avatamsaka en Songgwangsa, Suncheon, Corea. Dinastía Joseon, c. 1644.

El sutra Avatamsaka, que es uno de los sutras budistas más largos, es una recopilación de textos sobre diversos temas como el camino del bodhisattva, la interpenetración de los fenómenos (dharmas), la omnipresencia de la Budeidad, los poderes milagrosos de los Budas y bodhisattvas, los poderes visionarios de la meditación y la igualdad de las cosas en la vacuidad.
Según Paul Demiéville, la colección Buddhāvataṃsaka se "caracteriza por imágenes visionarias desbordantes, que multiplican todo hasta el infinito, por un tipo de monadología que enseña la interpenetración del absoluto y todas las particulas, del espíritu y la materia" y por "la noción de un progreso gradual hacia la liberación a través de etapas sucesivas y una preferencia obsesiva por las imágenes de luz y resplandor." Asimismo, Alan Fox ha descrito la cosmovisión del sutra como "fractal", "holográfica" y "psicodélica".
La perspectiva oriental del texto es que expresa el universo infinito tal como lo ve un Buda (el Dharmadhatu), que percibe todos los fenómenos como vacíos y, por lo tanto, infinitamente interpenetrantes, desde el punto de vista de la iluminación. Esta interpenetración se describe en el Buddhāvataṃsaka Sūtra como la percepción "de que los campos llenos de asambleas, los seres y eras que son tan numerosos como todas las partículas de polvo, están presentes en cada partícula de polvo". Por lo tanto, se dice que la visión de la realidad de un Buda es "inconcebible; ningún ser sintiente puede comprenderla".

El siguiente pasaje del Buddhāvataṃsaka describe esta idea holística de interpenetración universal, una idea que más tarde se volvería central en la escuela Huayan:
Hijos del Buda, imaginen que existe un gran sūtra, tan extenso como el vasto universo, en el cual están registrados todos los fenómenos en el gran universo...todos los fenómenos, ya sean de los cuatro continentes, o de los grandes océanos, las montañas Sumeru, los palacios de los dioses en los cielos del reino del deseo, los palacios en el reino de la forma y los palacios del reino de lo informe, están escritos en igual longitud. Aunque este sūtra es tan extenso como el vasto universo, puede estar completamente contenido en una sola partícula de polvo. Como es con una partícula, así es con todas las partículas de polvo. 
Paul Williams señala que el sutra habla tanto de la doctrina Yogacara como de la Madhyamaka, afirmando que todas las cosas están vacías de existencia inherente y también de una "conciencia o consciencia pura e impoluta (amala-citta) como fundamento de todos los fenómenos". 

El Buddhāvataṃsaka sūtra también destaca el poder visionario y místico de la sabiduría espiritual que ve la naturaleza del mundo:
La acción sin fin surge de la mente; de la acción surge el mundo multifacético. Habiendo comprendido que la verdadera naturaleza del mundo es la mente, [un Buda] despliega cuerpos propios en armonía con el mundo. Habiendo comprendido que este mundo es como un sueño, y que todos los Budas son como meros reflejos, que todos los principios [dharma] son como un eco, [un Buda] se mueve sin impedimentos en el mundo (Trans en Gómez, 1967: lxxxi).
Como resultado de su infinito poder y omnipotencia, los Budas tienen la capacidad mágica de crear y manifestar un número infinito de formas por todo el universo, y lo hacen sin esfuerzo y sin ningún cálculo, a través de un número infinito de medios hábiles (upaya), por gran compasión hacia todos los seres. Como dice el sutra:

En todos los átomos de todas las tierras,
El Buda entra cada uno de ellos,
Realizando exhibiciones milagrosas para los seres sintientes:
Tal es el camino de Vairocana...
Las técnicas de los Budas son inconcebibles,
Todas aparecen de acuerdo con las mentes de los seres...
En cada átomo, los Budas de todos los tiempos
Aparecen, según las inclinaciones;
Mientras que su naturaleza esencial ni viene ni va,
Por el poder de su voto, impregnan los mundos.

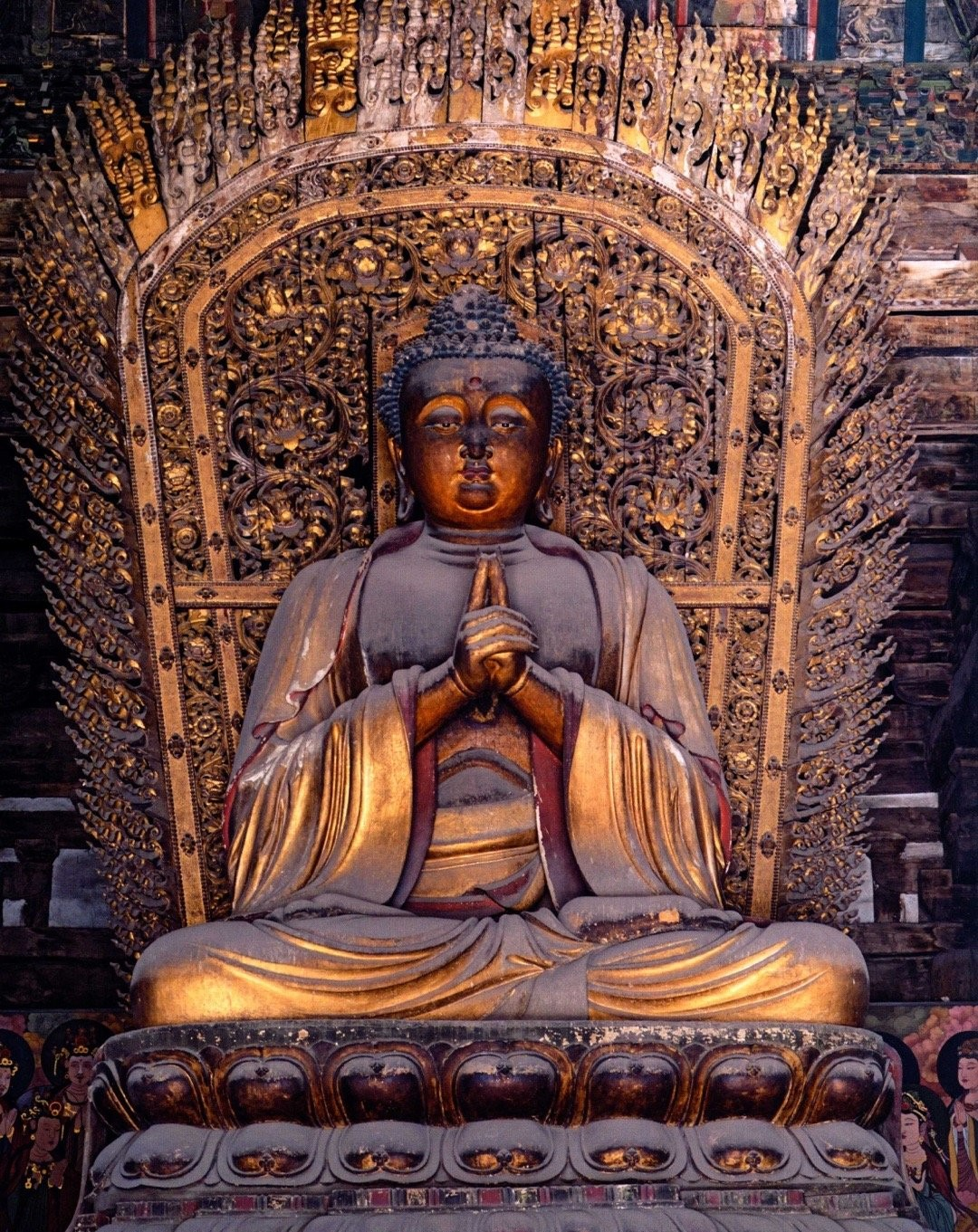
Estatua de Vairocana (大日如来 Dàrì Rúlái) de la dinastía Jin (1115-1234), templo de Shanhua, Datong, Shanxi, China.

El propósito de todas las enseñanzas hábiles del Buda es guiar a todos los seres vivos a través de las etapas del bodhisattva y hacia la Budeidad final. Estas etapas de logro espiritual también se discuten ampliamente en varias partes del sutra (como en libro 15, y libro 26). De hecho, según un estudio detallado del sutra realizado por Itō Zuiei, algunas de las enseñanzas más importantes del sutra están relacionadas con el camino del bodhisattva, su causa principal (bodhicitta) y la actividad de bodhisattvas (bodhisattva-caryā).
El sutra también aborda cómo existen un número incontable de Budas y sus campos de Buda, que se dice que son infinitos, representando una vasta vista cósmica de la realidad. Un Buda clave en este sutra es el Buda Vairocana ("Radiante" o "El Iluminador"). Vairocana es el Buda cósmico y supremo que es la fuente de luz e iluminación del "universo del loto", y se dice que contiene todos los sistemas planetarios dentro de su cuerpo cósmico (que es igual as universo entero).
 

El Sutra Avatamsaka también afirma que la sabiduría del Buda (el Tathagata) está presente en todas partes en el universo, de hecho, está presente dentro de cada ser vivo. Así, el sutra declara (en el capítulo 32, Manifestación del Tathagata):
Hijo del Buda, la sabiduría del Tathagata está presente en todas partes. ¿Por qué? Hijo del Buda, en la categoría de los seres vivos no hay lugar donde la sabiduría del Tathagata no esté presente. ¿Por qué es eso? La sabiduría del Tathagata no se establece debido a la aprehensión de la discriminación/conciencia, porque la sabiduría omnisciente, la sabiduría autoexistente y la sabiduría no obstruida aparecen perfectamente en total desconexión con la discriminación.
En varios pasajes, el Avatamsaka afirma o sugiere que el propio universo es idéntico a la conciencia omnisciente que todo lo impregna del Buda, la cual también está vacía de naturaleza intrínseca. De manera similar, algunos pasajes afirman que el propio cuerpo de Vairocana también se considera como un reflejo del universo entero:
El cuerpo del Buda es inconcebible. En su cuerpo se encuentran todo tipo de tierras de seres sintientes. Incluso en un solo poro existen innumerables e inmensos océanos sin medida.
Además, para el Buddhāvataṃsakasūtra, el Buda histórico Sakyamuni es simplemente una de las muchas emanaciones mágicas del Buda cósmico universal Vairocana.

## Resumen

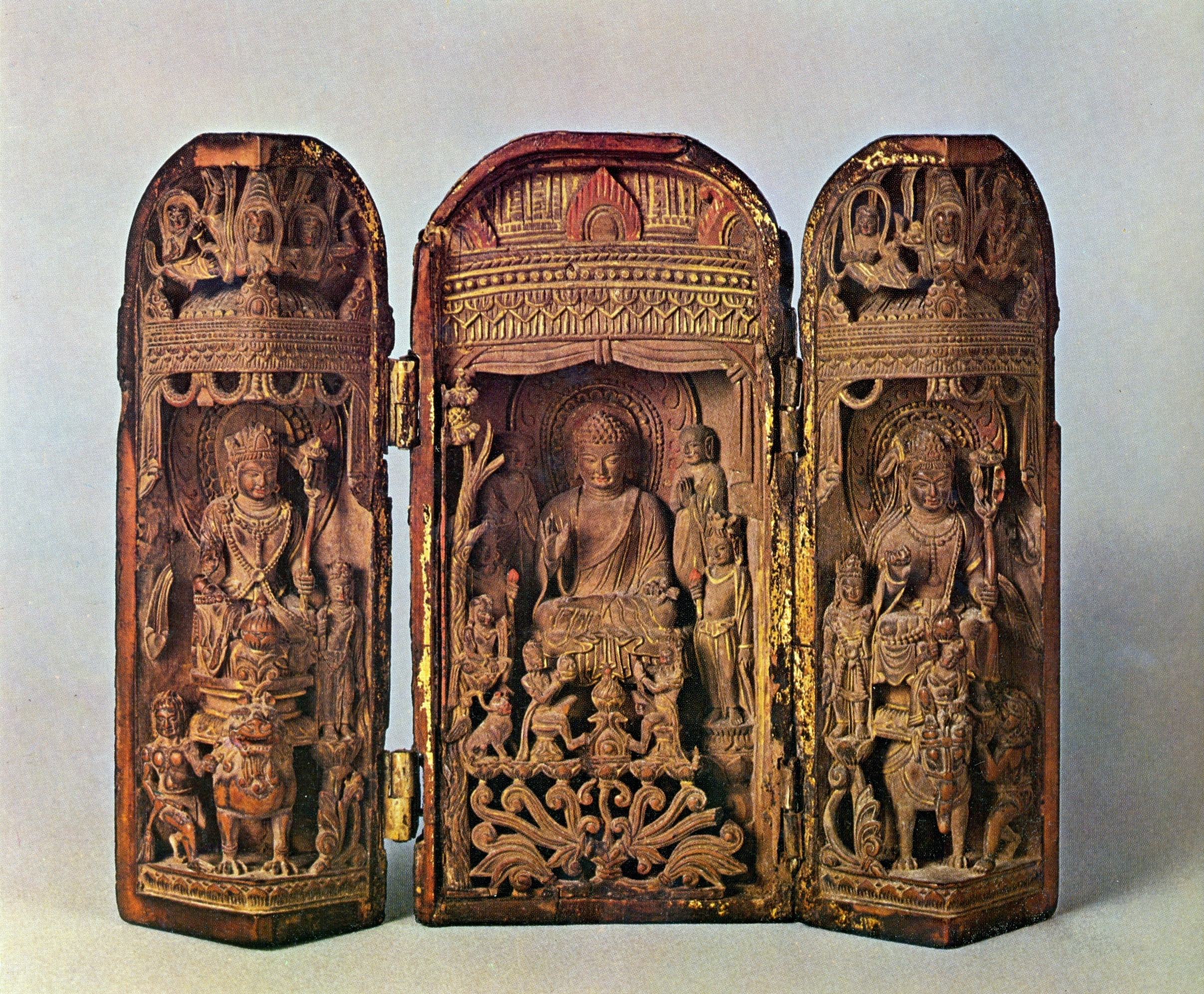
Representación coreana en madera de los "tres santos" (Buda Vairocana, Samantabhadra y Manjushri), tríada asociada al sutra Avatamsaka, templo Songgwangsa de Suncheon.

Luis O. Gómez señala que hay un orden subyacente en la colección del Avatamsaka. Los discursos en la versión del sutra con treinta y nueve libros (o capítulos) son entregados a ocho audiencias diferentes o "asambleas" en siete lugares, como Bodh Gaya y el Cielo Tushita.
Cada "asamblea" incluye varios lugares, temas doctrinales y personajes. La siguiente lista de asambleas se basa en la exégesis de la escuela Huayan.

### 1. El Bodhimaṇḍa (libros 1–6)
Esta asamblea de bodhisattvas y otros seres se reúne en el Bodhimaṇḍa (el lugar de la iluminación bajo el árbol bodhi en Bodh Gaya, Magadha), donde el Buda está sentado. Se representa tanto como el lugar histórico como un palacio trascendente lleno de joyas de colores y luces. En estos capítulos, varios bodhisattvas, incluyendo a Samantabhadra, y el Buda, discuten la naturaleza de la realidad, la infinitud del universo, cómo la Budeidad está omnipresente en todo el universo (que es realmente un vasto campo de Buda) y cómo los bodhisattvas llenan los innumerables mundos en el universo. El capítulo seis habla sobre el Buda Vairocana, su voto de alcanzar la Budeidad hace mucho tiempo, y su camino espiritual.

### 2. La Sala de la Luz Universal (libros 7–12)

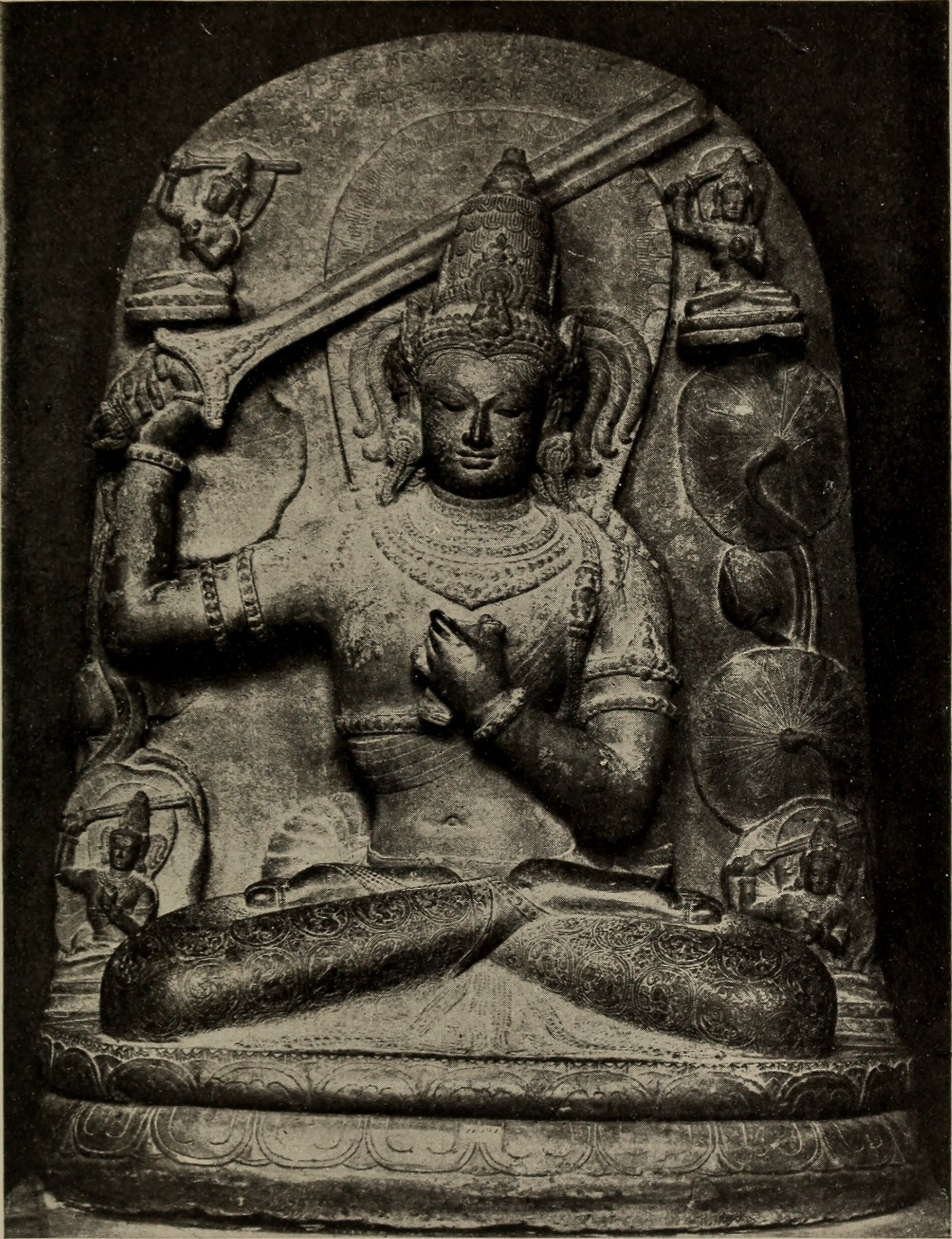
Estatua india del bodhisattva Mañjuśrī, sosteniendo la espada de la sabiduría (que simboliza el prajñaparamita).

Esta asamblea se encuentra en el "Salón de la Luz Universal", un gran palacio que es coextensivo con el Bodhimaṇḍa En este conjunto de libros, el bodhisattva Mañjuśrī llega y, habilitado por el poder del Buda, ofrece varias enseñanzas sobre el caminoh. Mañjuśrī enseña sobre las cuatro nobles verdades y el Buda envía una luz desde sus pies que ilumina las diez direcciones (simbolizando la cualidad omnipresente de la sabiduría del Buda). Luego, Mañjuśrī ofrece más enseñanzas sobre los bodhisattvas y sobre la conducta purat. El undécimo capítulo es un texto popular, ampliamente conocido como el "capítulo de las prácticas puras".  
En el capítulo 12, el bodhisattva Bhadraśrī también enseña el Camino del Bodhisattva, discutiendo el bodhicitta, la fe y el mérito, y recita un conjunto de versos que fueron considerados un dharani en la India, el Dharani del Cometa de Joyas (Ratnolkadhāraṇī).

### 3. El palacio de Indra (libros 13-18)
Sin dejar su asiento en el árbol bodhi, el Buda asciende al palacio de Indra (Sakra) en el Cielo de Trāyastriṃśa, en la cumbre del Monte Sumeru, y es alabado por Sakra en verso. Muchos bodhisattvas llegan desde otros reinos y recitan versos sobre la naturaleza de la realidad, alabando al Buda y a los bodhisattvas.
En el libro 15, un bodhisattva llamado Dharmamati enseña cómo el camino del bodhisattva progresa a través de diez moradas (viharas): (1) Despertar la Aspiración a la Iluminación; (2) Preparar el Terreno; (3) Cultivar las Prácticas; (4) Noble Nacimiento (es decir, en la familia de los budas); (5) Perfección de los Medios Hábiles; (6) Rectificación de la Mente; (7) No Retroceso; (8) Simplicidad Infantil; (9) Príncipe Heredero del Dharma; y (10) Consagración. Dharmamati luego enseña sobre la conducta espiritual y la importancia de la indagación analítica para los principiantes en el camino (libro 16). En el libro 17, Dharmamati enseña sobre el despertar de la mente de la iluminación (bodhicittotpāda) y cómo su mérito es mayor que cualquier tipo de acto de adoración, sin importar cuán vasto sea. En el libro 18, Dharmamati discute las principales prácticas de los bodhisattvas: la vigilancia (apramāda), las perfecciones (pāramitās), los diez "tesoros inagotables" y otros.

### 4. El palacio de Yama (libros 19–22)
El Buda asciende al palacio de Yama (Yama es el dios de la muerte), es recibido con versos de alabanza. Diez bodhisattvas más llegan y cantan versos sobre la naturaleza de la realidad, la vacuidad y la mente. Estos versos también discuten cómo el mundo es una creación mental e incluyen la famosa metáfora que compara la mente con un pintor y el mundo con una pintura.
En el libro 21, uno de los bodhisattvas, Guṇavana, enseña las diez prácticas (carya) de los bodhisattvas (que también corresponden aproximadamente a las 10 paramitas): (1) Dar Delicia (correspondiente a dāna); (2) Conferir Beneficios (śīla); (3) No Rencor (kṣānti); (4) Práctica Inagotable (vīrya); (5) Trascender la Ignorancia y la Confusión (dhyāna); (6) Habilidad en la Manifestación (upāya); (7) No Apegarse; (8) Veneración; (9) Cultivo de Buenas Cualidades; (10) Cultivo de la Verdad (jñāna).
En el libro 22, Guṇavana enseña los "Diez Tesoros Inagotables" (que resumen el camino del bodhisattva desde un punto de vista diferente). Son: (1) Fe; (2) Conducta ética; (3) Arrepentimiento; (4) Vergüenza (con respecto a acciones pasadas incorrectas); (5) Adquisición de Conocimiento (del Dharma); (6) Generosidad; (7) Sabiduría; (8) Atención Plena; (9) Retención (de lo que se ha aprendido); y (10) Eloquencia (en la enseñanza del Dharma).

### 5. El Cielo Tushita (libros 23–25)

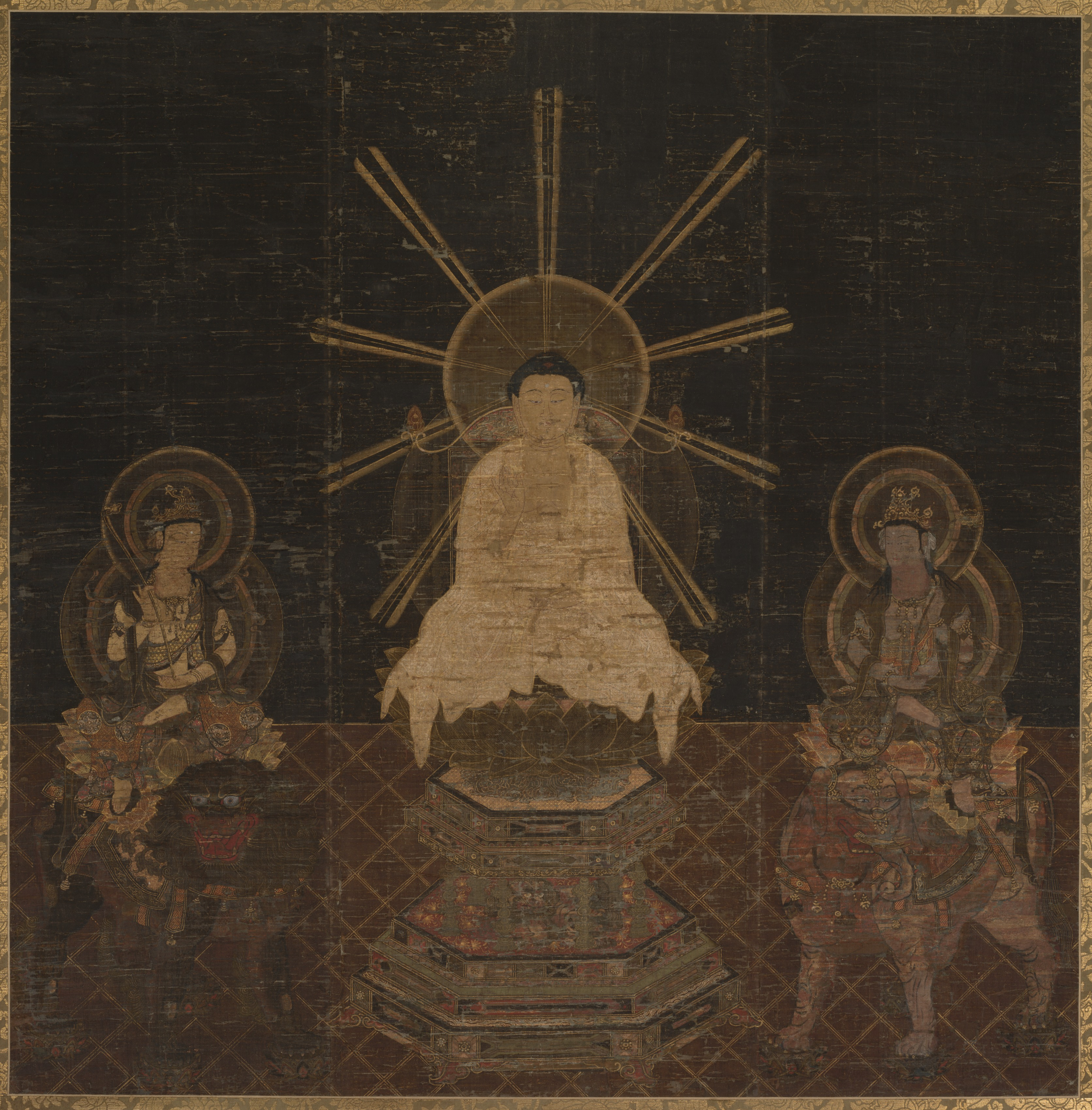
Buda Shakyamuni atendido por Manjushri (izquierda) y Samantabhadra (derecha), Japón, periodo Kamakura.

Paralelamente a los dos últimos libros, el Buda llega al Cielo de Tushita sin abandonar sus moradas anteriores. Irradia luz en las diez direcciones y otros diez bodhisattvas llegan, cantando versos al Buda. En el libro 25, el bodhisattva Vajradhvaja entra en samadhi y recibe la bendición de 100,000 Budas. Luego, Vajradhvaja enseña los diez aspectos de la transferencia de mérito de los bodhisattvas (pariṇāmana).
Este es el segundo libro más largo del Avatamsaka y fue conocido como el Sutra Vajradhvaja o Vajradhvaja Dhāraṇī para el erudito indio Shantideva.

### 6. El Cielo Paranirmitavaśavartin (libro 26)
Este es el Sutra de las Diez Etapas (Daśabhūmika sutra), que se centra en explicar las diez bhūmis (niveles o etapas) del camino del bodhisattva. Fue ampliamente conocido en la India como la principal fuente sobre las etapas del bodhisattva y fue ampliamente citado por Shantideva. Vasubandhu escribió un influyente comentario sobre este sutra, el Dasabhūmikabhāsya. Otro comentario se conserva en traducción china, el Daśabhūmikavibhāṣā (十住毘婆沙論, Shi zhu piposha lun, Taisho # 1521). Se atribuye a Nagarjuna y fue traducido por el equipo de traducción de Kumārajīva.

### 7. La Sala de la Luz Universal (libros 27–38)

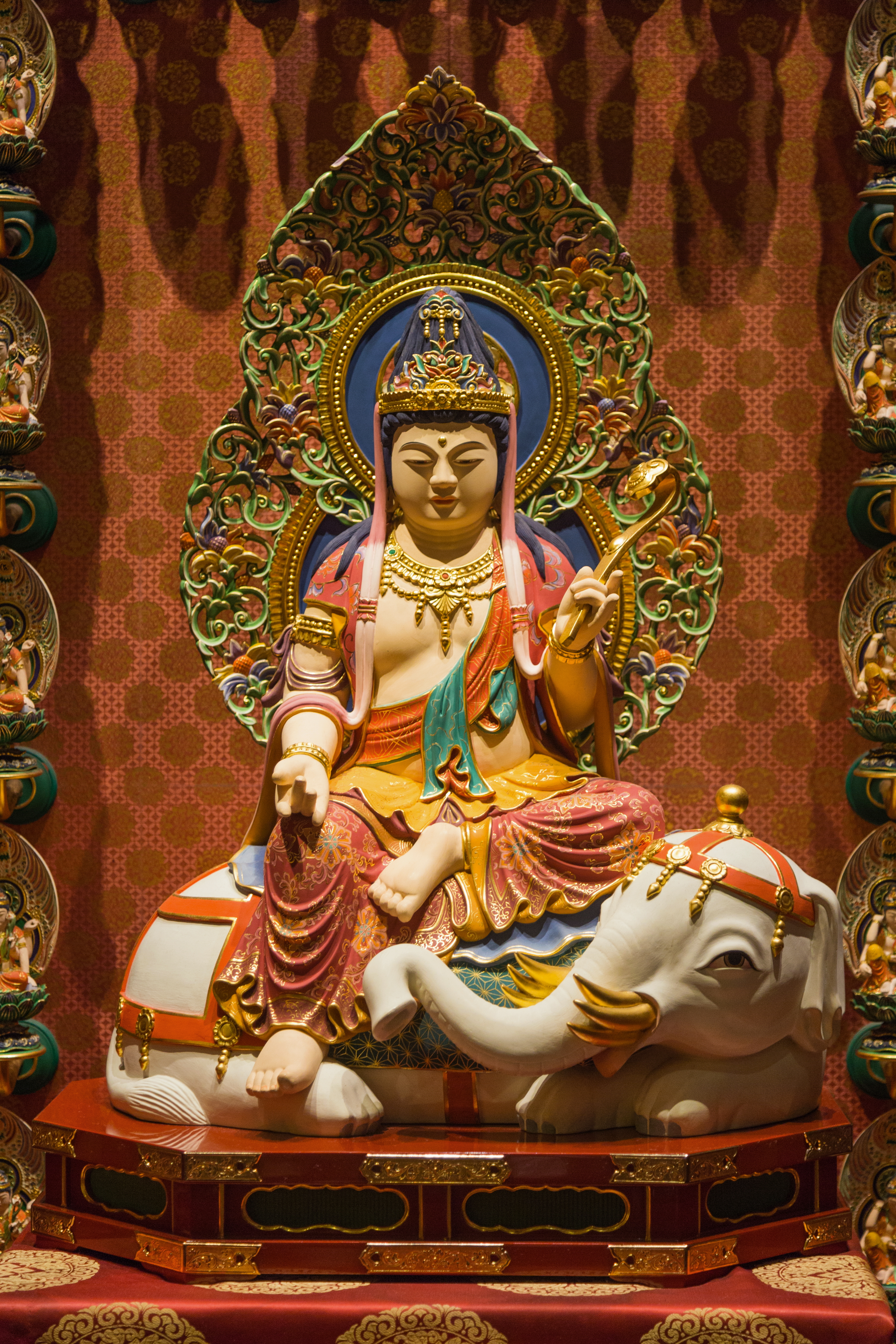
Estatua de estilo chino del bodhisattva Samantabhadra, montado en un elefante (que simboliza sus firmes votos).

El Buda regresa al salón de la luz universal y Samantabhadra vuelve a aparecer, convirtiéndose en el principal maestro de esta asamblea. En el libro 27, Samantabhadra enseña sobre diez tipos de absorción meditativa (samadhi) y los diversos poderes que otorgan a quienes los dominan (como la capacidad de viajar libremente a todos los reinos del universo). En el libro 28, Samantabhadra discute de manera similar diez poderes sobrenaturales (abhijñā) dominados por los bodhisattvas (como la telepatía, etc.), y en el libro 29, habla de diez tipos de paciencia (kṣānti), que se refiere principalmente a la aceptación de la naturaleza ilusoria y no surgida de la realidad (es decir, anutpattikadharmakṣānti).
El libro 30 es enseñado por el Buda mismo y trata sobre la naturaleza incalculable (asaṅkhyeya) e infinita del universo y el número de seres contenidos en él. Los libros 31 y 32 son enseñados por el bodhisattva Cittaraja y tratan sobre el tiempo y el espacio respectivamente. Cittaraja afirma que el tiempo es relativo y que en algunos mundos, un eón completo (kalpa) es solo un día en otros mundos. El libro 33 trata sobre las diversas cualidades de los Budas y en el libro 34, Samantabhadra enseña los atributos de los diez cuerpos del Buda.
El Libro 35 trata sobre la manifestación del Buda en el mundo. Shakyamuni habla de su nacimiento en Tushita, donde era un bodhisattva llamado Vairocana (en el Avatamsaka, 'Shakyamuni' y 'Vairocana' a menudo se usan indistintamente). En el Libro 36, Samantabhadra discute brevemente el camino del bodhisattva, incluyendo cincuenta cualidades que deben ser cultivadas.
El Libro 37 es un texto influyente titulado La Manifestación del Tathagata (Tathāgatotpattisaṃbhava), que en algún momento circuló como un sutra independiente. Este libro discute la naturaleza del Buddhahood y su manifestación en el mundo. Samantabhadra describe diez aspectos del Buddhahood en detalle y afirma que el Buddhahood está presente en cada partícula del universo físico, así como en el cuerpo y la mente de cada ser viviente.
En el Libro 38 (el tercer libro más largo del sutra), titulado Desapego del Mundo, Samantabhadra enseña sobre el camino budista hacia la iluminación. Se le hacen doscientas preguntas sobre la carrera del bodhisattva y proporciona diez respuestas a cada una, ofreciendo un conjunto completo de pautas y prácticas para los bodhisattvas. Estas respuestas incluyen "diez tipos de maestros espirituales, diez tipos de esfuerzo, diez fuentes de contentamiento, diez formas de llevar a los seres sintientes a la madurez, diez tipos de disciplina moral y así sucesivamente".

### 8. Pabellón de Jetavana (libro 39)

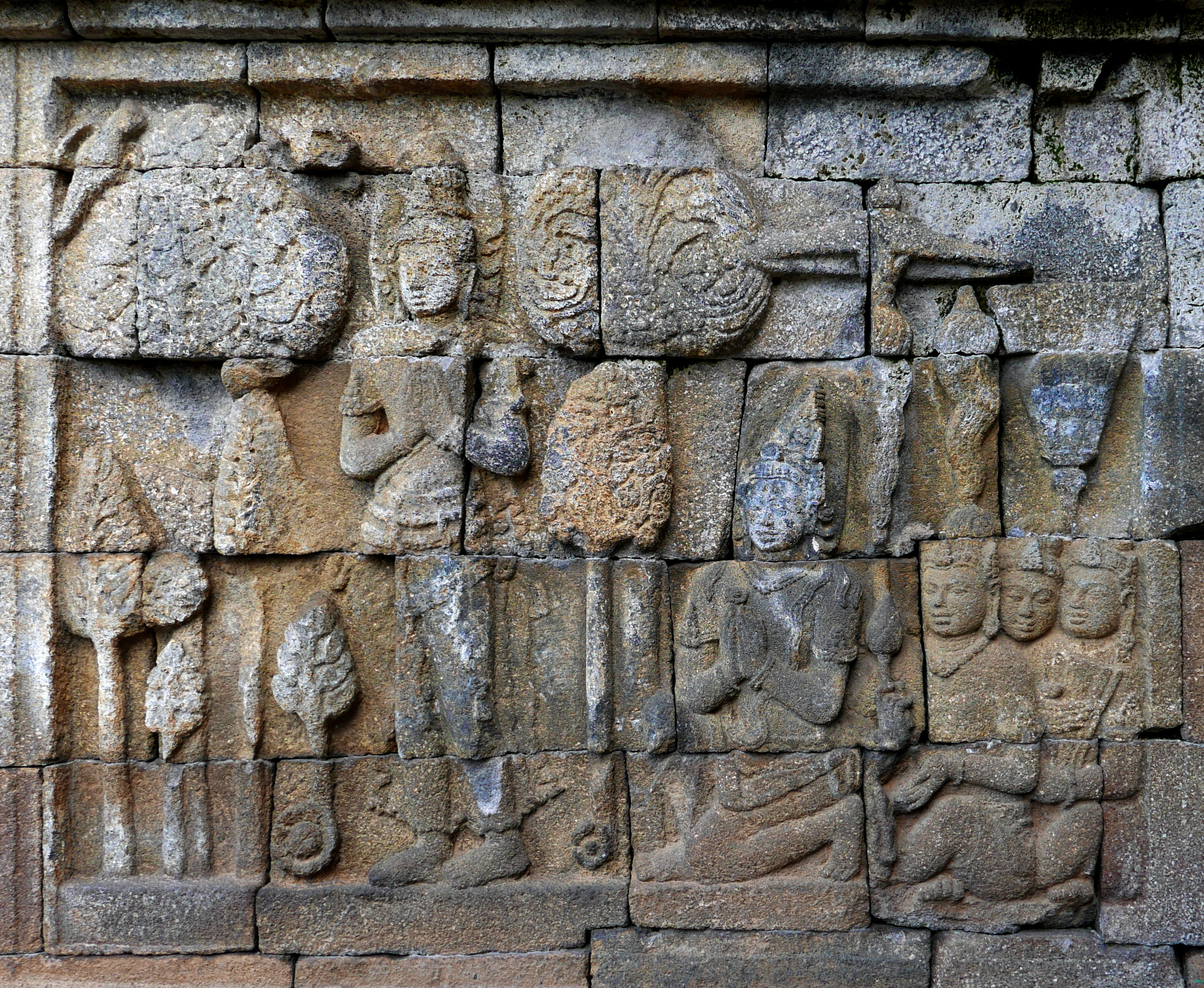
Sudhana adora a Maitreya, Borobudur

El libro treinta y nueve, titulado Entrando en el Reino del Dharma (入法界品) en chino, también se conoce como el Sutra Gaṇḍavyūha (Sutra de la Matriz, o Sutra del Conjunto Supremo). Es el libro más largo del Avatamsaka. Contiene la historia de la carrera espiritual del bodhisattva Sudhana. Sudhana es un joven que escucha la enseñanza de Manjushri y se inspira para buscar la iluminación. Manjushri lo envía a su primer maestro, y esto marca el comienzo de la búsqueda de Sudhana, que lo lleva a estudiar bajo una serie de maestros de todo tipo (monásticos y laicos, hombres y mujeres, de todas las clases sociales y económicas), incluyendo grandes bodhisattvas como Avalokiteshvara.
Cada maestro transmite a Sudhana su propia práctica especial de bodhisattva, lo que ayuda a Sudhana a profundizar su sabiduría. El clímax del libro llega cuando Sudhana se encuentra con el bodhisattva Maitreya, quien lo guía para entrar en una gran torre llamada "Matriz Adornada con los Esplendores de Vairocana" (sct. vairocana-vyūhālāṅkāra-garbha). Dentro de la torre, Sudhana tiene una gran visión de mundos infinitos, cada uno de los cuales contiene formas de Maitreya guiando a los seres hacia la iluminación. También ve innumerables asambleas de seres con Budas enseñándoles y con Sudhana presente en cada una.

Luego, Sudhana se encuentra con Manjushri y Samantabhadra, quienes confirman su logro con visiones adicionales, incluyendo su fusión final en el cuerpo de Samantabhadra (que contiene todo el universo). 

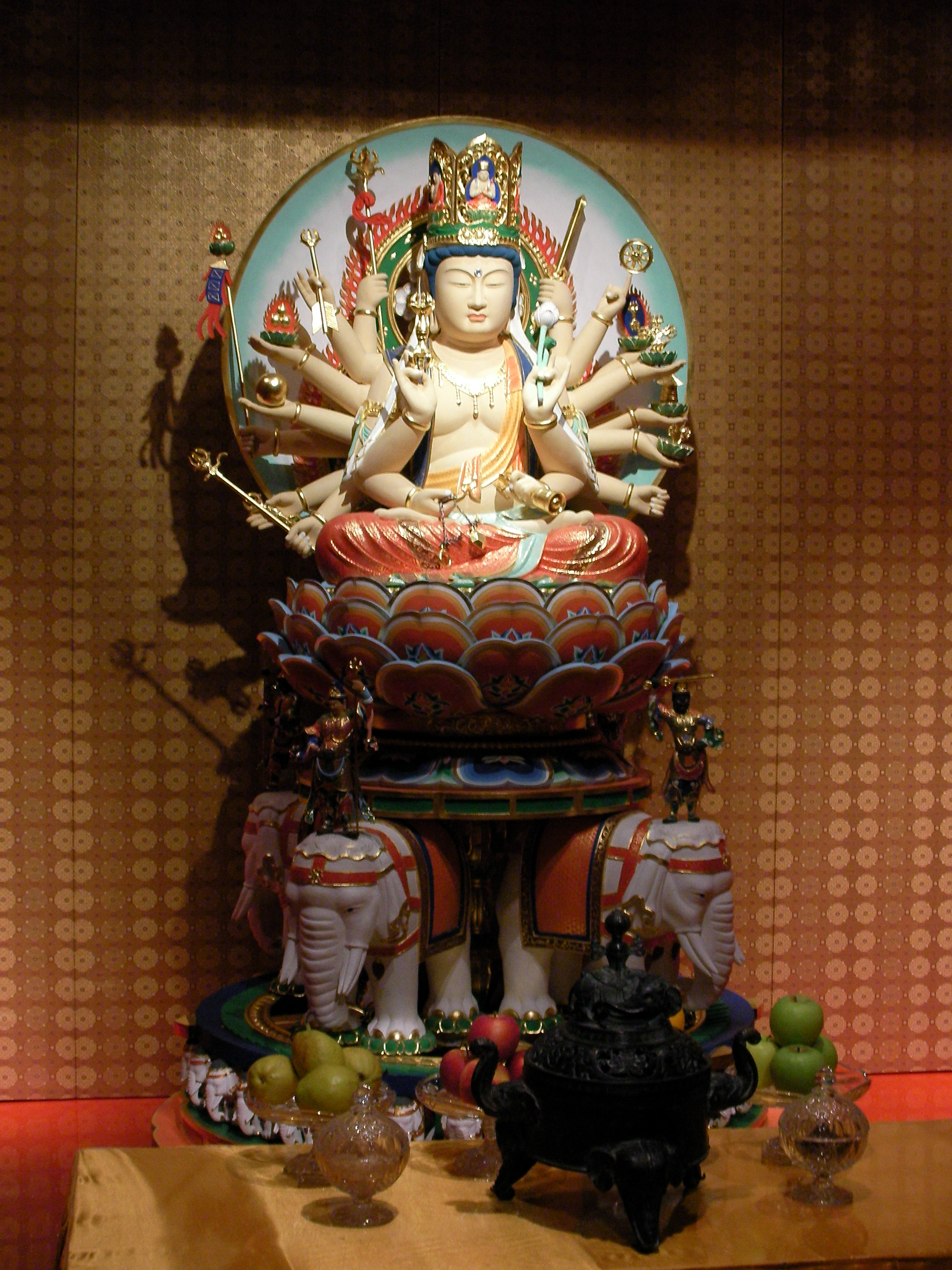
Estatua de Samantabhadra, Malasia.

Después de la unión mística de Sudhana con Samantabhadra, Samantabhadra recita una serie popular de versos que describen el camino del bodhisattva, la aspiración a la iluminación y diversos votos de bodhisattva. El núcleo de estas aspiraciones son los diez grandes votos de Samantabhadra, que son: "(1) rendir homenaje a todos los budas; (2) glorificar las cualidades de todos los tathāgatas; (3) hacer amplias ofrendas a todos los budas; (4) confesar y arrepentirse de todos los pecados propios; (5) alegrarse en los méritos de los demás; (6) siempre solicitar la predicación del dharma; (7) rogar a los seres iluminados que permanezcan en el mundo; (8) siempre estudiar las enseñanzas del buda; (9) siempre responder a los seres sintientes según sus diversas necesidades; y (10) dedicar todos los méritos a los seres sintientes para que puedan alcanzar la budeidad".
Estos versos son conocidos como el Bhadracaripraṇidhāna (Votos de Buen Comportamiento) o Ārya-samantabhadra-caryā-praṇidhāna-rāja (El Voto Real para Seguir el Noble Camino de Conducta de Samantabhadra). Este texto, que concluye todo el Avatamsaka, fue muy popular en India, Asia Oriental y en el budismo del Himalaya, y se cita en numerosas fuentes. Se consideraba una dhāraṇī y se recitaba individualmente como un texto meritorio.
El texto era conocido por autores indios como Bhavya, Śantideva y Kamalaśīla. El canon tibetano también contiene cinco comentarios sobre los versos individuales, atribuidos a figuras como Nāgārjuna, Diṅnāga, Śākyamitra, Bhadrāpaṇa y Vasubandhu.

## Sutras individuales
Varios "capítulos" de la colección Buddhāvataṃsaka también circularon como sutras individuales. Entre ellos se incluyen las Diez etapas (Daśabhūmika), el Conjunto de tallos (Gaṇḍavyūha), la Manifestación del Tathagatha, el Bhadracaryāpraṇidhāna y el Anantabuddhakṣetraguṇodbhāvana-nāma-mahāyāna-sūtra.

### Sutra de las Diez EtapasyEl Conjunto de tallos
Los más importantes de estos sutras individuales son el Sutra de las Diez Etapas (sct. Daśabhūmika, ch. 十地經), un extenso texto que se centra en las diez etapas (bhūmis) de desarrollo un bodhisattva junto con otros temas como la "aspiración a la Iluminación" (bodhicitta) y El Sutra del Conjunto de tallos (sct. Gaṇḍavyūha, título chinoː 入法界品, Entrando al Dharmadhatu), que detalla la peregrinación del laico Sudhana para encontrar un amigo espiritual que le instruya en los caminos de un bodhisattva. Según Luis Gómez, el sutra del Conjunto de tallos también puede "considerarse emblemático de toda la colección." El sutra Daśabhūmika fue especialmente influyente en China, donde fue la fuente de la escuela budista china llamada Dilun (chino: 地論宗; pinyinː di lun zong), fundada por Bodhiruci. Esta escuela seguía el Shidijing lun (十地經論, sánscrito: *Daśabhūmi-vyākhyāna o *Daśabhūmika-sūtra-śāstra, "Comentario sobre el Daśabhūmikasūtra") de Vasubandhu. 

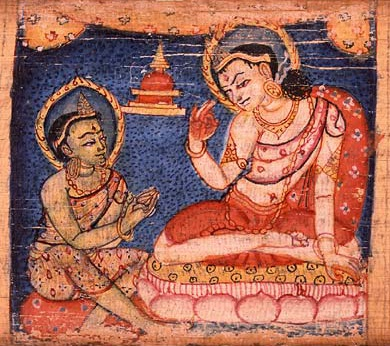
Sudhana aprendiendo de uno de los cincuenta y dos maestros a lo largo de su viaje hacia la iluminación. Manuscrito sánscrito, siglos XI-XII.

La Oración de aspiración a la buena conducta (Bhadracaryā-praṇidhāna o Samantabhadra-caryā-praṇidhāna) solía añadirse al final del Avataṃsaka-sūtra, justo al final del Gaṇḍavyūha. La oración contiene los diez votos de Samantabhadra que encapsulan la esencia central de los compromisos y acciones de todos los budas pasados y futuros. Sin embargo, no todas las traducciones de la Gaṇḍavyūha contienen esta oración (la Gaṇḍavyūha china de Śikṣānanda no la incluye, por ejemplo), y algunos traductores tradujeron la oración de forma independiente, como Buddhabhadra. La Bhadracaryā fue influyente en la India, y lo ha sido en el budismo nepalí newar, el budismo tibetano y el budismo chino. Se cita en numerosas fuentes, así como en numerosas inscripciones budistas. También se consideraba un dharani con poderes mágicos. 

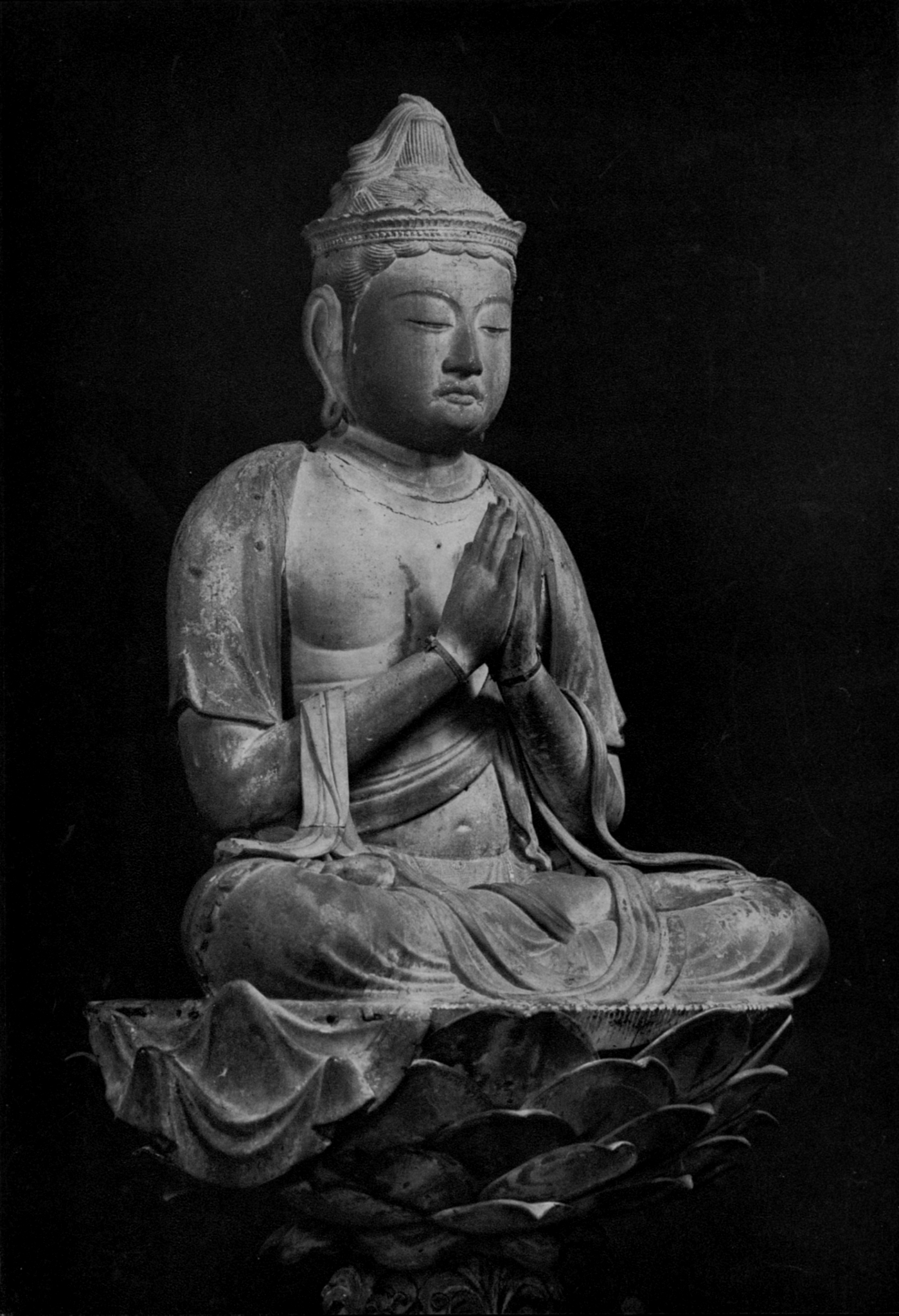
Escultura japonesa de Samantabhadra (Fugen), periodo Heian (794-1185).

### La manifestación del Tathagatha
El Tathāgatotpattisaṃbhava sūtra (La manifestación del Tathagatha), que corresponde al capítulo 32 de la traducción completa del Buddhāvataṃsaka de Buddhabhadra (Taisho Tripitaka n.º 278), se centra en la naturaleza del Buda (Tathāgata) y sus actividades. Según Imre Hamar, este sutra "es precursor de la teoría tathāgatagarbha, la idea del acceso universal a la budeidad, ya que subraya que todos los seres vivos poseen la sabiduría de Buda, pero debido a sus impurezas no son capaces de verla. La misión de Buda es revelar este hecho a los seres vivos".
Una versión de este texto también fue traducida al chino por Dharmarakṣa en 292 EC como un sutra independiente, el Fo shuo rulai xingxian jing (佛說如來興顯經; La Aparición del Tathāgata Relatada por el Buda; *Tathāgatotapattisaṃbhavanirdeśa). El Tathāgatotpattisaṃbhava es citado en numerosas fuentes Mahayana indias, incluyendo por el Sūtrasamuccaya, el Ratnagotravibhāgavyākhyā, el Vyākhyāyukti de Vasubandhu.

### Vajradhvaja sūtrayRatnolkādhāraṇī
Tanto el sutra de la bandera de Vajra (Vajradhvaja sūtra, también conocido como el Vajradhvaja-pariṇāmanā) como el Ratnolkādhāraṇī (El Dhāraṇī de la Antorcha de Joyas) parecen haber sido un sutra importante en la India. El Vajradhvaja sūtra es citado cinco veces por Shantideva en su Śikṣāsamuccaya y es uno de los pocos textos recomendados explícitamente en su Bodhisatvacaryāvatāra (capítulo 7, versículo 46)). Es el capítulo 30 del Avatamsaka tibetano. En los textos de Dunhuang se conservan dos manuscritos de un Vajradhvaja independiente.
Mientras tanto, el Ratnolkādhāraṇī también es ampliamente citado por Shantideva (cuatro veces en el Śikṣāsamuccaya). La relación entre el Ratnolkādhāraṇī y el Buddhāvataṃsaka es compleja. Partes del Ratnolkādhāraṇī pueden encontrarse en diferentes capítulos del Buddhāvataṃsaka (en el capítulo 17 del Avatamsaka tibetano y en el capítulo 20). El Ratnolkādhāraṇī también existe como sutras tibetanos y chinos independientes.